# Walkden
Walkden – miasto w Anglii, w hrabstwie ceremonialnym Wielki Manchester, w dystrykcie metropolitalnym Salford. Leży 13 km na północny zachód od centrum miasta Manchester. W 2001 miasto liczyło 38 685 mieszkańców.